# Josef Tal
Josef Tal, ursprungligen Joseph Grünthal, född 18 september 1910 i Pinne (Pniewy), nära Poznań, död 25 augusti 2008 i Jerusalem, var en israelisk tonsättare.

## Biografi

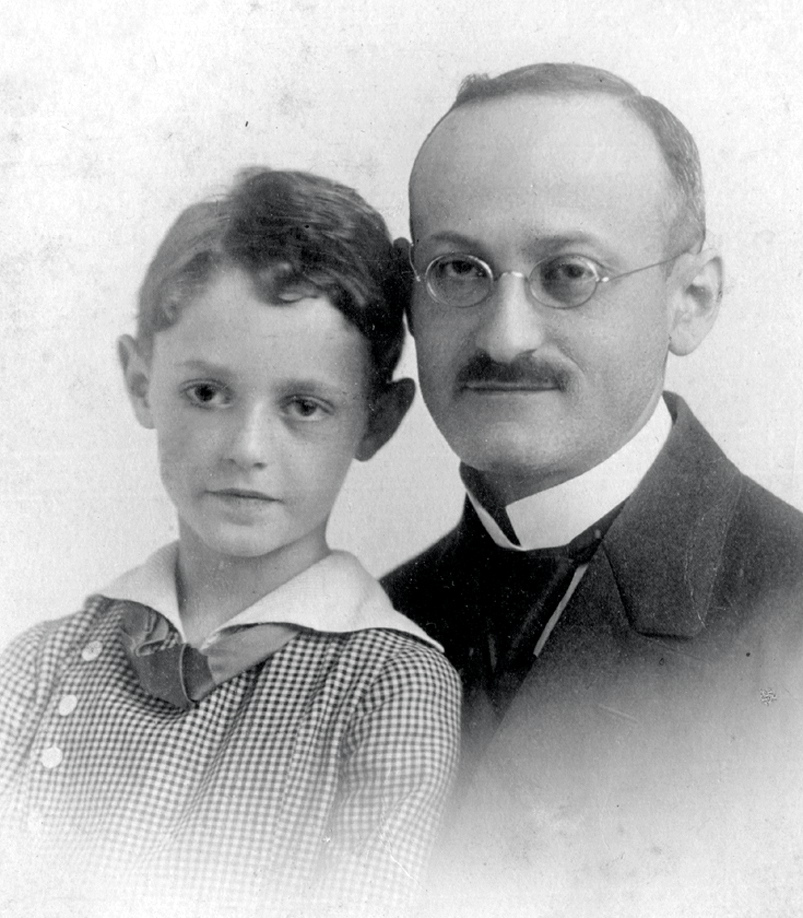
Josef Tal med sin far Julius Grünthal (1917).

Josef Tal anses vara en av den samtida israeliska musikens förgrundsgestalter. Han föddes i dagens Polen. Strax efter hans födelse flyttade familjen till Berlin där familjen drev ett privat barnhem. Fadern var docent vid Hochschule für die Wissenschaft des Judentums och specialiserad i filologi och döda språk.
Tal studerade musik bland annat för Paul Hindemith, Max Trapp och Heinz Tiessen vid Staatliche Akademische Hochschule für Musik och flyttade 1934 till Brittiska Palestinamandatet.
Tal har belönats med flera priser, bland andra Wolfpriset 1982. Han innehar också hedersdoktorat i Israel och Tyskland.

## Musikalisk stil
Tals stil är trogen hans europeiska bakgrund. Han påverkades inte av de trender som fanns i Israel under 40- och 50-talen som framför allt hade sina rötter i folkmusik från olika etniska judiska grupper i Israel, eller av den musikaliska traditionen i Mellanöstern. Tals verk förefaller ha en monolitisk atonal karaktär, men trots denna framträdande egenskap kan man under årens lopp tydligt urskilja märkbara utvecklingar och förändringar i hans kompositionsstil.
| ”           | "… Varken tonalitet eller modalitet, varken atonalitet eller tolvtonsskalor, varken serialism eller elektronik gör musiken israelisk. Dessa är snarare verktyg, som kan rymma folkmusikcitat, medelhavskvinter, A-la-Hora-dansrytmer, etc. De är alla legitima beståndsdelar så länge de tjänar ett levande innehåll och vilja. Musikaliska dialekter förändras på samma sätt som alla levande språk. ” | „ |
| – Josef Tal | |   |

Tals arbeten är starkt påverkade av Bibeln och händelser i judisk historia. Många av hans verk från 50-talet innehåller traditionella musikaliska motiv och tekniker, men även då han citerar ett tema, modifierar han det på ett sätt som döljer dess ursprungliga tonala natur. När han lånar en traditionell melodi från den judisk-babylonska församlingen som en grund för sin första symfoni, gör han det bara för att utmana sin kreativitet och undanber sig alla kopplingar till nationalit. Tal interfolierar det citerade materialet utan att kompromissa med sina stilistiska principer som var starkt influerade av Arnold Schönberg.
| ”           | "… Utan tvekan kan man hitta ett överflöd av motiv i israelisk folkmusik, men den modiga tonsättaren använder dem för ett mål utanför nationaliteten – för att skapa ett universellt konstverk. Ett verk som relaterar till tidsbundna fenomen är en dilettants verk. Det kommer att sakna ett konstverks originalitet som, liksom naturen, är övernaturligt och evigt.” | „ |
| – Josef Tal | |   |

Många ansåg Tal vara den israeliska musikens ”enfant terrible”. I recensionen som följde uruppförandet av den fjärde pianokonserten, den 27 augusti 1962, för piano och elektronisk musik, använde kritikern Herzl Rosenblum i tidningen ”Yediot Ahronot” termer som terror, kakofoni och minoritetens diktatur.
Djärv i sina ideal och som benhård nonkonformist följde Tal inte musikaliskt mode och bröt inte heller sina principer inför utanför-musikaliska diktat.
| ”                                                                                                   | "… Det finns ingen lineär kreativ process. Av naturliga skäl rör den sig vådligt i många riktningar. Det ligger en fara i detta som kan leda en mot ytlighet. Men ändå är detta den kreativa människans privilegium: att alla vägar ligger öppna. Det är upp till honom om han går vilse i detta universum eller väljer att utforska det." | „ |
| – Ur: Self portrait of the composer Josef Tal - anteckningar inför en radioutsändning (okänt datum) | |   |

## Verk

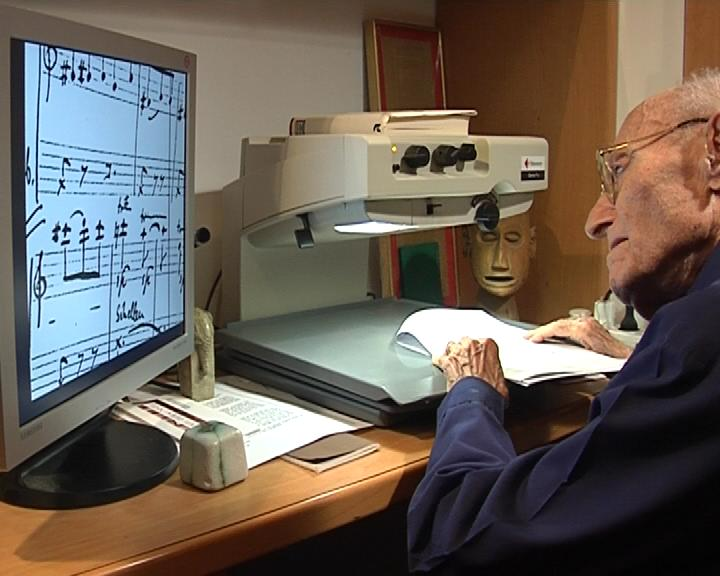
Tal kontrollerar ett manuskript (2006).

Tal har komponerat sex operor. Den första, Amnon and Tamar, uruppfördes 1960 i Jerusalem under ledning av den svenske dirigenten Heinz Freudenthal. Verklistan upptar en mängd musik för piano, orkester, kör samt elektronisk musik.

### Operor
- 1958 Amnon and Tamar (libretto: Recha Freier, efter Andra Samuelsboken, 13) för solister, manskör och orkester. Uruppförande 1960 av Heinz Freudenthali Jerusalem.
- 1968 Ashmedai (libretto: Israel Eliraz) för solister, kör, orkester och elektronisk musik. Uruppförande 1971 av Gary Bertini / Leopold Lindtberg i Hamburg.
- 1972 Massada 967 (libretto: Israel Eliraz) för solister, kör, och elektronisk musik. Uruppförande 1973 av Gary Bertini / Leonard Schach i Jerusalem.
- 1975 Die Versuchung (libretto: Israel Eliraz) för solister, kör, orkester och elektronisk musik. Uruppförande 1976 av Gary Bertini / Götz Friedrich i München.
- 1983 Der Turm (libretto: Hans Keller) för solister, kör, orkester och elektronisk musik. Uruppförande 1987 av Adam Fischer / Siegfried Schoenbohm i Berlin.
- 1993 Joseph (libretto: Israel Eliraz) för solister, kör, orkester. Uruppförande 1995 av David Alden / Gary Bertini i Tel Aviv.

### För klaverinstrument

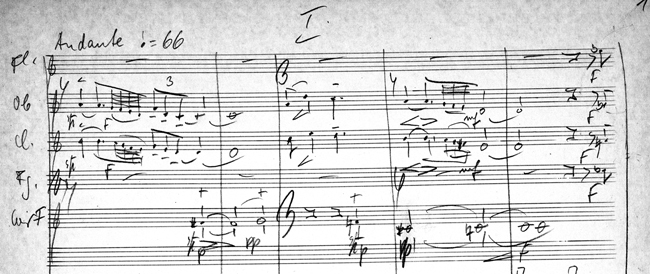
Josef Tal: Piano Concert No. 2 (1953)

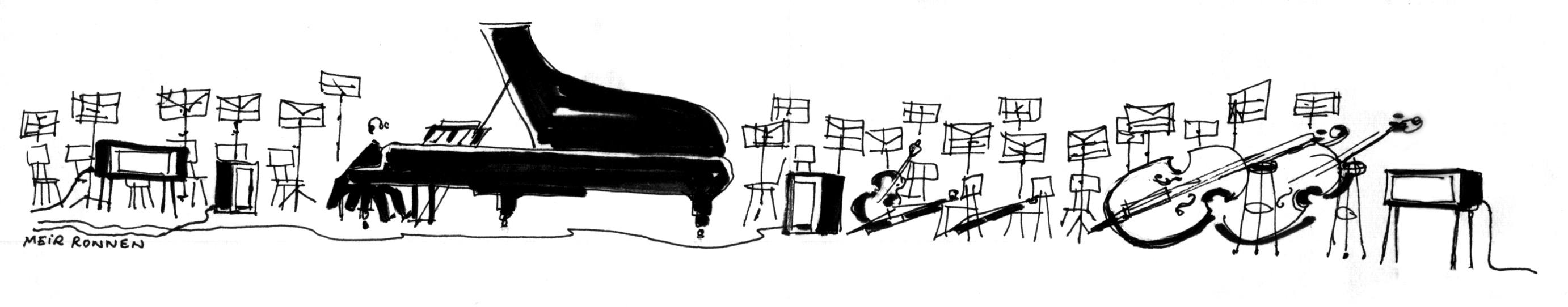
"Ackompanjemang utan orkester: Josef Tal och hans högtalare". Karikatyr av Meir Ronnen i Jerusalem Post Musical Diary, efter uruppförandet av Tals Concerto No. 4 for Piano & Electronic Accompaniment i Israel (Aug, 1962)

- 1931 Pieces för fyrhändigt piano (ännu ej framfört)
- 1936 Chaconne för piano (ännu ej framfört)
- 1937 Three Pieces för piano. Uruppförande 1939 av Grünthal i Jerusalem
- 1945 Cum Mortuis In Lingua Mortua – 7 Variations for piano on a theme by Moussorgsky. Uruppförande 1945 av Grünthal i Jerusalem
- 1946 Six Sonnets för piano. Uruppförande 1949 av Grünthal i Tel Aviv
- 1949 Sonata för piano. Uruppförande 1950 av Grünthal i Tel Aviv
- 1951 A Little Walk för fyrhändigt piano 	(ännu ej framfört)
- 1956 Five Inventions för piano. Uruppförande 1961 av Lengyel
- 1962 Dodecaphonic Episodes för piano. Uruppförande 1963 av Tal i Tel Aviv
- 1964 Concerto No. 5 för piano och elektronisk musik. Uruppförande 1964 av Gerty Blacher-Herzog i Berlin
- 1964/1977 Concerto för cembalo och elektronisk musik. Uruppförande 1964 av Frank Pelleg i Tel Aviv
- 1970 Concerto No. 6 för piano och elektronisk musik. Uruppförande 1970 av Tal i Jerusalem
- 1975 Five Densities för piano
- 1983 Salva venia för orgel
- 1986–2000 Five Essays I-V för piano
- 1988 A Tale in Four Parts för fyrhändigt piano

### Övrig instrumentalmusik
- 1937 Suite för cello
- 1937 Sonata för cello
- 1939 Prelude för kammarorkester, flöjt och fagott. Uruppförande 1939 av Grünthal i Jerusalem
- 1940 Suite för viola
- 1940 Thema und Variationen über Expressionen der Zeit för 2 pianon och slagverk. Uruppförande 1940 av Grünthal/Kaplan/Liebenthal i Jerusalem
- 1945 Concerto No. 1 för piano och orkester. Uruppförande 1946 av Grünthal/Georg Singer i Tel Aviv
- 1947 Lament för cello och harpa. Uruppförande av Josef Weissgerber / Klari Szarvas
- 1949 Hora för cello och harpa. Uruppförande av Josef Weissgerber / Klari Szarvas
- 1950 Reflections för stråkorkester. Uruppförande 1950 av Michael Taube i Tel Aviv
- 1952 Sonata för oboe och piano (ännu ej framfört)
- 1952 Sonata för violin och piano. Uruppförande 1952 av Lola Granetman-Tavor / Wolfgang Schneiderhan i Salzburg
- 1952 Symphony No. 1. Uruppförande 1955 av Artur Gelbrun i Belgien
- 1953 Concerto No. 2 för piano och orkester. Uruppförande 1953 av Tal / Singer i Jerusalem
- 1953 Duo för 2 flöjter. Uruppförande 1954 av Jean Delaunay och Robert Magne i Paris
- 1954 Concerto för viola och orkester. Uruppförande 1954 av Gideon Röhr / Heinz Freudenthal i Haifa
- 1958 Festive Vision för symfoniorkester. Uruppförande 1958 av Izler Solomon i Jerusalem
- 1959 String Quartet No. 1. Uruppförande 1959 av Alexander Tal / Yuval / Binyamini / Mense i Tel Aviv
- 1959 Intrada för harpa
- 1960 Symphony No. 2. Uruppförande 1961 av Shalom Ronli-Riklis i Jerusalem
- 1960 Sonata för viola och piano. Uruppförande 1960 av Ödön Pártos / Tal i Warszawa
- 1960 Concerto för cello och stråkorkester 	Uruppförande 1961 av Uzi Wiesel / Shalom Ronli-Riklis i Jerusalem
- 1962 Structure för harpa. Uruppförande 1962 av Klari Szarvas
- 1963 String Quartet No. 2. Uruppförande 1965 av New Israeli Quartet i Tel Aviv
- 1963 Duo för viola och piano
- 1966 Woodwind Quintet
- 1968 Fanfare för 3 trumpeter och 3 tromboner
- 1969 Double Concerto för violin, cello och kammarorkester
- 1971/1980 Concerto för harpa och elektronisk musik. Uruppförande 1972 av Nicanor Zabaleta i Buenos Aires
- 1973 Treatise för cello
- 1973 Trio för violin, cello och piano
- 1975 Shape för kammarensemble. Uruppförande 1976 av Ralph Shapey i Chicago
- 1976 Concerto för flöjt och kammarorkester. Uruppförande 1977 av Aurel Nicolet / Mendi Rodan i Jerusalem
- 1976/1987 String Quartet No. 3 (+ en förkortad version)
- 1978 Symphony No. 3.
- 1979 Double Concerto för 2 pianon och orkester. Uruppförande 1981 av Gary Bertini / Eden / Tamir i Jerusalem
- 1980 Concerto för klarinett och orkester
- 1980 Movement för tuba och piano. Uruppförande 1982 av Margulies / Garten i USA
- 1981/1986 Dance of the Events för orkester. Uruppförande 1982 av Gary Bertini i Jerusalem
- 1982 Piano Quartet för violin, viola, cello och piano. Uruppförande 1983 av Cantilena Quartet i Washington
- 1982 Imago för kammarorkester. Uruppförande 1983 av Arthur Weisberg i Washington
- 1982 Chamber Music för sopranblockflöjt, marimba och cembalo. Uruppförande 1987 av Manuela Christen / Hans-Peter Achberger / Urte Lucht i Hamburg
- 1985 Symphony No. 4. Uruppförande 1987 av Zubin Mehta i Tel Aviv
- 1985 In Memoriam of a Dear Friend för cello. Uruppförande 1986 av Kaganovski i Jerusalem
- 1986 Symphonic Fanfare
- 1989 Duo för trombon och harpa
- 1989 Dispute för harpa
- 1991 Symphony No. 5. Uruppförande 1992 av Daniel Barenboim i Berlin
- 1991 Symphony No. 6. Uruppförande 1992 av Wolf-Dieter Hauschild i Eschede (Tyskland)
- 1992 Duo för oboe och engelskt horn
- 1994 Quartet för tenorsaxofon, violin, viola och cello
- 1996 Perspective för viola. Uruppförande 1996 av Tabea Zimmermann i Berlin
- 2005 Good Night för 2 blockflöjter

### Oackompanjerade solostycken
- 1978/1982 Scene, monodrama för sopran eller tenor (som agerar). Text från Franz Kafkas dagböcker. Uruppförande av Catherine Gayer i Berlin
- 1997 Schlichtheit, för baryton. Text: Jorge Luis Borges. Uruppförande 1997 av Matteo de Monti i Wien
- 2000 Sonett an Orfeus, för baryton. Text: Rainer Maria Rilke (Sonett XXIX). Uruppförande 2000 av Matteo de Monti

### Soloröst med instrument
- 1936 Drei Lieder der Ruhe för sopran och piano. Text: Paul Verlaine, Georg Heym, Christian Morgenstern. Uruppförande 1938 av Hede Türk / Grünthal i Jerusalem
- 1936/1950 Three Songs för sopran och piano. Text: Rachel Bluwstein. Uruppförande 1955 av Hilde Zadek / Grünthal
- 1950 Festive Prologue för berättare och 2 pianon. Text: Rachel Bluwstein
- 1971 Song för baryton eller alt och ensemble. Text: Heinrich Heine. Uruppförande 1972 av Heljä Angervo i Berlin
- 1975 My Child för sopran och clarinet. Text: Natan Yonatan
- 1975 Else – Hommage kammarscen för mezzosopran, berättare och ensemble. Text: Israel Eliraz
- 1987 Die Hand dramatisk scen för sopran och cello. Text: Israel Eliraz
- 1991 Wars Swept Through Here för baryton och ensemble. Text: Israel Eliraz
- 1991 Bitter Line för baryton och ensemble. Text: Israel Eliraz. Uruppförande 1991
- 1993 Mein blaues Klavier för mezzosopran och piano. Text: Else Lasker-Schüler. Uruppförande 1994 av Ursula Hesse/Axel Bauni i Berlin

### Soloröst(er) med orkester
- 1946 Exodus, symfoniskt poem för baryton och orkester. Text: Andra Moseboken, Psaltaren. Uruppförande 1947 av Bernardino Molinari i Tel Aviv
- 1955 Saul at Ein Dor, opera concertante för solister och orkester. Text: Samuels bok I, 28: 3-25. Uruppförande 1955 av Michael Taube i Tel Aviv
- 1956 Concerto No. 3 för tenor, piano och orkester. Text: Eleazar Kalir. Uruppförande 1956 av Michael Taube i Jerusalem

### Körmusik
- 1936 On the Way för 4 kvinnoröster. Text: Rachel Bluwstein (ännu ej framfört)
- 1952 3 Songs on Yemenite Themes för kör. Text: Höga Visan, Shalom Shabazi
- 1954 Aleinu Leshabe'ach för 3 röster, damkör, tenor och piano (orgel). Text: Siddur, Shalom Shabazi. Uruppförande 1949 av Max Helfman i New York
- 1955 Succot, kantat för solister, blandad kör och orkester. Text: Shacharit, Eleazar Kalir
- 1967 The Death of Moses, requiem för solister, blandad kör, orkester och elektronisk musik. Text: Yehuda Ya'ari. Uruppförande 1967 av Bertini i Jerusalem
- 1968 Parade of the Fallen (Misdar Ha'Noflim), kantat för solister, kör och orkester. Text: Haim Hefer. Uruppförande 1969 av Mendi Rodan i Jerusalem
- 1975 Death Came to the Wooden Horse Michael för solister, blandad kör och elektronisk musik. Text: Nathan Zach. Uruppförande 1979 av Avner Itai i Jerusalem
- 1978 With All Thy Soul, kantat för solister, gosskör, blandad kör och ensemble. Text: Första Mackabeerboken (Apokryferna), Sefer Ha'Agada. Uruppförande 1978 av Bertini i Jerusalem
- 1985 Dream of the Circles för baryton, kör och ensemble. Text: Nachman of Breslov. Uruppförande 1985 av Avner Itai i Tel Aviv
- 1987 Touch a Place för soloröst och kör. Text: Israel Eliraz. Uruppförande 1987 av Arnon Meroz i Jerusalem
- 1993? God Full of Mercy för blandad kör. Text: Yehuda Amichai (ännu ej framfört)

### Elektronisk musik

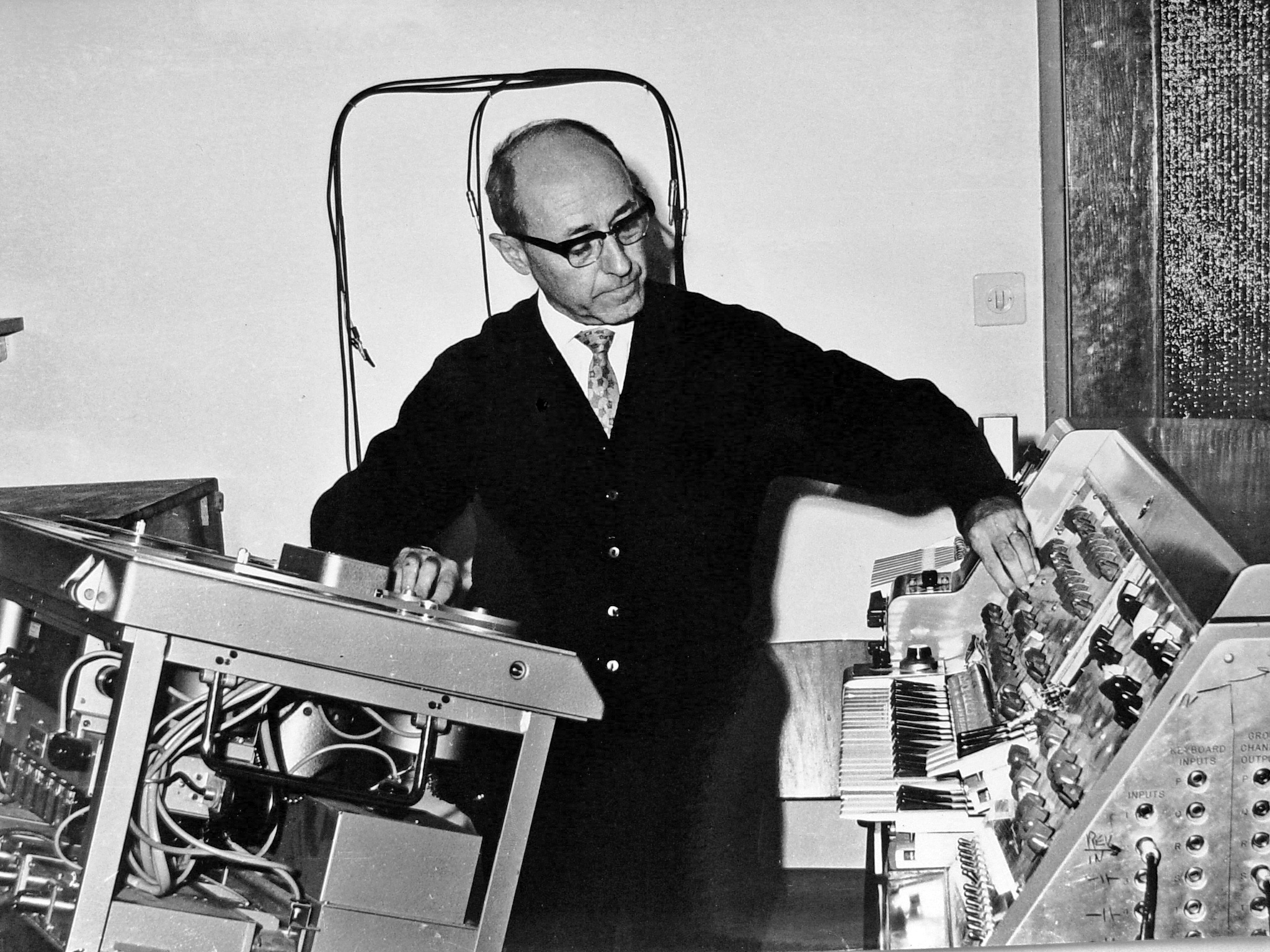
Tal i elektronmusikstudion.

- 1958 Exodus (II) för koreografi. Uruppförande 1958
- 1964 Out of My Distress I Called on the Lord för koreografi
- 1970 Variations för koreografi
- 1970 Ashmedai, elektronisk ouvertyr till operan. Uruppförande 1971
- 1972 Frequencies 440-462
- 1990 Ranges of Energy, Talmark notation